# Osmar Loss
Osmar Loss Vieira (Passo Fundo, 3 de julho de 1975) é um treinador de futebol brasileiro. Atualmente exerce o cargo de técnico no Buriram United, da Tailândia.

## Carreira

### Início
Nascido em Passo Fundo, no Rio Grande do Sul, Loss iniciou sua carreira no time juvenil do Internacional em 1994. Em 6 de julho de 2009, foi anunciado como técnico do time B do Inter.

### Juventude
Em 23 de dezembro de 2009, Loss foi anunciado como treinador do Juventude, sendo demitido no dia 16 de agosto do ano seguinte.

### Categorias de base
Após passagem pelas categorias de base do Desportivo Brasil e Fluminense, retornou ao Internacional para comandar a equipe sub-23. Em 18 de julho de 2011, Loss foi nomeado como técnico interino da equipe principal, substituindo Paulo Roberto Falcão, comandou a equipe até a chegada de Dorival Júnior e retornou a equipe sub-23. Em 20 de novembro de 2012, foi novamente nomeado como técnico interino da equipe principal, substituindo Fernandão, retornou ao Inter B no dia 12 de dezembro, após o anúncio da chegada do técnico Dunga.

### Corinthians Sub-20
Em 12 de setembro de 2013, após um atrito com Dunga, Loss foi anunciado como técnico da equipe Sub-20 do Corinthians.

### Empréstimo ao Bragantino
Em 17 de abril de 2015, após uma parceria firmada entre Corinthians e Bragantino, Loss foi emprestado a equipe de Bragança Paulista para a disputa da Série B. Após quatro meses, retornou ao comando da equipe Sub-20 do Corinthians.
No dia 30 de janeiro de 2017, após a conquista da Copa São Paulo de Futebol Júnior, foi anunciado como auxiliar de Fábio Carille na equipe principal.

### Corinthians
Em 22 de maio de 2018, após a saída de Carille para o Al Wehda, da Arábia Saudita, assumiu o comando da equipe principal. Sua estreia pelo clube foi na derrota de 1 a 0 para o Millonarios na Neo Química Arena pela Copa Libertadores da América.
Sua última partida pelo clube foi na derrota de 2 a 1 para o Ceará na Arena Castelão pelo Campeonato Brasileiro. Deixou o comando de treinador no dia 5 de setembro, retornando ao cargo de auxiliar técnico.

### Guarani
Em 28 de novembro de 2018, foi anunciado como treinador do Guarani para a temporada de 2019. Acabou sendo demitido em março, após uma derrota no Campeonato Paulista para a rival Ponte Preta.

### Vitória
Chegou ao clube baiano em 21 de maio de 2019, para comandar o time no Campeonato Brasileiro da Série B. Permaneceu no cargo durante 10 partidas, até ser dispensado em 4 de agosto de 2019, por conta do baixo aproveitamento da equipe no torneio.

### Cianorte
Foi contratado pelo Cianorte no dia 6 de junho de 2022, assumindo a equipe na Série D.

## Estatísticas como treinador
Atualizadas até 5 de agosto de 2019
| Clube              | Jogos | Vitórias | Empates | Derrotas | Aproveitamento |
| ------------------ | ----- | -------- | ------- | -------- | -------------- |
| Juventude          | 22    | 2        | 9       | 11       | 22.73%         |
| Internacional      | 16    | 5        | 7       | 4        | 48.89%         |
| Corinthians sub-20 | 146   | 95       | 28      | 23       | 71.46%         |
| Bragantino         | 12    | 4        | 1       | 7        | 36.11%         |
| Corinthians        | 25    | 10       | 5       | 10       | 46.67%         |
| Guarani            | 12    | 4        | 2       | 6        | 38.89%         |
| Vitória (BA)       | 10    | 2        | 2       | 6        | 26.67%         |

## Títulos

### Como treinador de base
Internacional
- Campeonato Brasileiro Sub-20: 2006
- Campeonato Gaúcho Sub-20: 2009
- Torneio Cidade de Turim: 2009
- Copa FGF: 2009

Corinthians
- Campeonato Paulista Sub-20: 2014 e 2015
- Campeonato Brasileiro Sub-20: 2014
- Copa São Paulo de Futebol Júnior: 2015 e 2017

### Como auxiliar-técnico
Internacional
- Recopa Sul-Americana: 2011

Corinthians
- Campeonato Paulista: 2017 e 2018
- Campeonato Brasileiro: 2017

### Prêmios individuais
| Ano  | Premiação                                 | Prêmio                  | Time        | Resultado | Ref.   |
| ---- | ----------------------------------------- | ----------------------- | ----------- | --------- | ------ |
| 2017 | CONAFUT (Conferência Nacional de Futebol) | Melhor auxiliar-técnico | Corinthians | Venceu    | [ 21 ] |